# F.A. Hansen
Frederik Andreas Hansen (født 6. december 1807 i Hjallese ved Odense, død 24. maj 1890 i Odense) var en dansk præst og politiker.
Hansen er født i Hjallese i 1807 og blev student fra Odense Katedralskole i 1825. Han blev cand.theol. i 1830 og underviste på Roskilde Katedralskole fra 1832. I 1838 blev han sognepræst i Øster Hornum og Restrup Sogne. Han var sognepræst i Fraugde Sogn fra 1852 til 1883, og tillige provst for Bjerge og Åsum Herreder 1861-1880.
Hansen var medlem af Folketinget valgt i Aalborg Amts 5. valgkreds (Nibekredsen) fra 1849 til 1852. Han genopstillede ikke ved valget i 1852.